# Brigata meccanizzata "Isonzo"
La Brigata meccanizzata "Isonzo" era una delle Grandi Unità dell'Esercito italiano. Costituita nel 1975, dipendente dal 5º Corpo d'Armata di Vittorio Veneto e inquadrata nella Divisione meccanizzata "Mantova",  aveva il suo comando generale a Cividale del Friuli presso la caserma "Francescatto". La Brigata aveva una forza di 4.760 uomini (272 ufficiali, 630 sottufficiali e 3.858 uomini di truppa) e prendeva il nome in onore al fiume Isonzo che durante la prima guerra mondiale, tra 1915 e il 1917, fu teatro delle cosiddette dodici battaglie dell'Isonzo, dove oltre 300.000 soldati italiani e austroungarici vi trovarono la morte in furiosi combattimenti.

## Storia
La Brigata fu costituita nell'ottobre del 1975 con la riorganizzazione dell'esercito italiano e inquadrata nella Divisione meccanizzata "Mantova" del 5º Corpo d'Armata di Vittorio Veneto.
L'Unità era schierata con tutti i suoi reparti in Friuli-Venezia Giulia, a Cividale del Friuli ove aveva il suo quartier generale, Tarcento, Ipplis, Tricesimo e Cordenons ed aveva il compito di contribuire in caso di ipotetico conflitto con il Patto di Varsavia alla difesa della frontiera orientale dell'Italia.
Un Battaglione della Brigata, il 120º Battaglione fanteria d'arresto “Fornovo” stanziato a Ipplis di Premariacco e Purgessimo di Cividale del Friuli, provvedeva nel più assoluto segreto alla manutenzione e alla vigilanza delle postazioni della fortificazione permanente che correvano presso la frontiera con la ex Iugoslavia.
L'"Isonzo" è stata impegnata in operazioni civili, come il soccorso delle popolazioni terremotate in Friuli nel 1976 per la quale fu decorata della medaglia d'Argento al Valor civile.
Con l'abolizione della Divisione "Mantova" del 1986, fu anch'essa sciolta e i suoi reparti andarono a formare la neo costituita Brigata meccanizzata "Mantova".

## Il terremoto del Friuli del 1976: il soccorso alle popolazioni colpite
6 maggio 1976, ore 21,00 circa, un terremoto di notevole violenza e durata, sconvolse il Friuli, causando la morte di circa mille persone ed un'enorme quantità di danni alle strutture civili e pubbliche. Dal momento del sisma e sino al 5 luglio, giorno in cui la componente militare cessò ogni attività di soccorso diretto alle popolazioni terremotate, la Brigata meccanizzata "Isonzo" ebbe un ruolo di primissimo piano e fu, unitamente alla Brigata alpina "Julia", la Grande Unità che sostenne lo sforzo principale.
Parteciparono allo sforzo 80 ufficiali; 80 sottufficiali; 850 militari di truppa; 168 automezzi vari (600.000 km percorsi); 30.000 persone furono assistite con pasti caldi e rifornimento idrico; 54 tendopoli furono impiantate e 14.500 persone attendate.

## Reparti dal 1976 al 1986
- Reparto Comando e trasmissioni stanziato a Cividale del Friuli
- 59º Battaglione fanteria meccanizzato “Calabria” stanziato a Cividale del Friuli
- 76º Battaglione fanteria meccanizzato “Napoli” stanziato a Cividale del Friuli
- 114º Battaglione fanteria meccanizzato “Moriago”, stanziato a Tricesimo dall'estate 1976 (prima era di stanza alla caserma Ugo Giavitto di Tarcento, gravemente danneggiata dal violento terremoto del sei maggio dello stesso anno)
- 120º Battaglione fanteria d'Arresto “Fornovo” stanziato a Ipplis di Premariacco e Purgessimo di Cividale del Friuli
- 63º Battaglione carri “M.O.Fioritto” stanziato a Cordenons
- 28º Gruppo artiglieria da campagna “Livorno” stanziato a Tarcento
- Battaglione logistico “Isonzo” stanziato a Tricesimo
- Compagnia controcarri “Isonzo” stanziata a Tarcento
- Compagnia genio pionieri “Isonzo” stanziata a Tarcento